# Breskev Melba
Bréskev Mélba je svetovno znana sladica z breskvami, sladoledom in malinami. Ustvaril jo je leta 1892 kuharski mojster Auguste Escoffier v Hotelu Savoy v Londonu, v čast avstralski sopranistki Nellie Melba.